# Hamburg Center for Health Economics
Das Hamburg Center for Health Economics (HCHE) ist ein 2011 gegründetes gemeinsames Zentrum der Universität Hamburg und des Universitätsklinikums Hamburg-Eppendorf. Es ist eines der größten gesundheitsökonomischen Forschungszentren Europas.

## Geschichte
Das HCHE wurde 2011 gegründet und erhielt von 2012 bis 2021 eine Förderung des Bundesministeriums für Bildung und Forschung (BMBF) für den weiteren Ausbau. Seit 2023 erforschen am HCHE Promovierende im Rahmen des DFG-Graduiertenkollegs „Managerial and economic dimensions of health care quality“ Ursache-Wirkungs-Beziehungen, um die Steuerung von Qualität im Gesundheitswesen zu verbessern.

## Ziele
Das Zentrum verfolgt eine interdisziplinäre Ausrichtung, die wirtschafts- und medizinwissenschaftliche Perspektiven verbindet. Es beteiligt sich an nationalen und internationalen Forschungskooperationen.

## Struktur

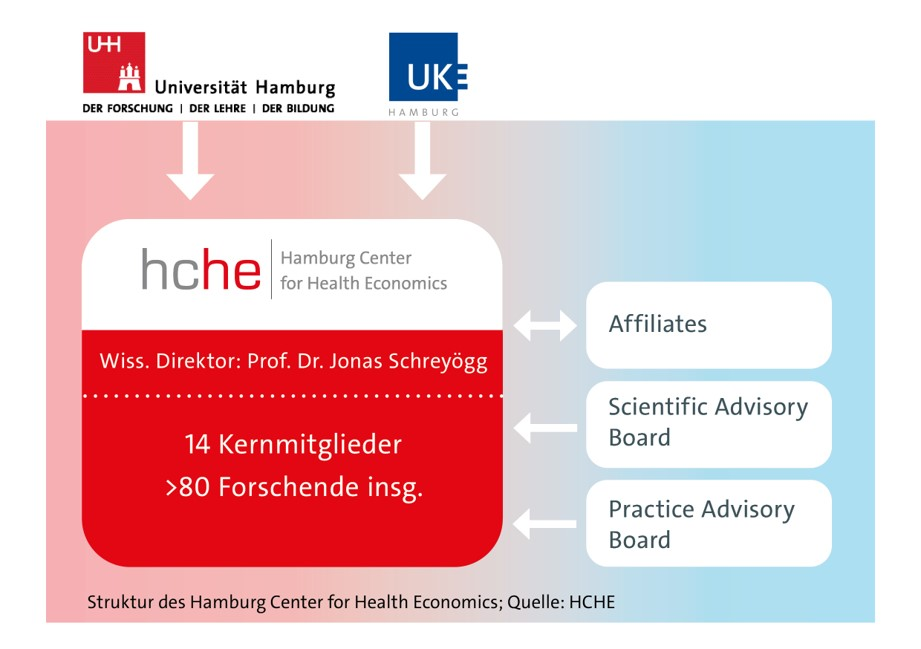
HCHE Struktur

Das HCHE ist ein gemeinsames Forschungszentrum der Universität Hamburg und des Universitätsklinikums Hamburg-Eppendorf. Es setzt sich zusammen aus Ökonomen und Medizinern der Fakultät für Betriebswirtschaft, der Fakultät für Wirtschafts- und Sozialwissenschaften sowie der Medizinischen Fakultät.
Die wissenschaftliche Leitung des Zentrums übernimmt ein gewähltes Kernmitglied des Zentrums (seit Gründung Jonas Schreyögg). Die Koordination des Zentrums sowie die Öffentlichkeitsarbeit liegen bei der Geschäftsführung.
Neben den aktiven Mitgliedern des Zentrums gibt es außerdem die Gruppe der Affiliates. Dazu zählen Forschende, die eine enge partnerschaftliche Verbindung zum HCHE haben, wie beispielsweise ehemalige Mitglieder oder auch externe Wissenschaftlerinnen und Wissenschaftler, die nicht ausschließlich im gesundheitsökonomischen Bereich forschen.
Beraten wird das HCHE-Direktorium durch zwei externe Gremien: Hochrangige Vertreter der Gesundheitswirtschaft bilden das Practice Advisory Board. Es hat die Aufgabe, den Dialog zwischen den Mitgliedern des Zentrums und den Organisationen der Gesundheitswirtschaft zu fördern. Daneben gibt es das Scientific Advisory Board, einen Beirat, der sich aus angesehenen internationalen Wissenschaftlern aus dem Bereich der Gesundheitsökonomie zusammensetzt.

## Forschung
Die Mitglieder des HCHE forschen in den folgenden Schwerpunkten: Finanzierung und Organisation des Gesundheitswesens, Gesundheitsökonomische Evaluation, Ambulante & stationäre Versorgung, Märkte für Arzneimittel, Bevölkerungsgesundheit, KI & Digital Health und Fachkräfte im Gesundheitswesen.
Die Ergebnisse der Forschung werden in nationalen und internationalen wissenschaftlichen Publikationen veröffentlicht. Internationale Wissenschaftlerinnen und Wissenschaftler erhalten zudem die Möglichkeit, im Rahmen des Gastwissenschaftlerprogramms am HCHE zu einem der Schwerpunkte zu forschen und ihre Arbeit im Rahmen des regelmäßig stattfindenden Research Seminars im HCHE zu präsentieren.
Mit der eigenen Corona-Forschung lieferte das HCHE von 2020 bis 2022 in einem europäischen Forschungsverbund einen Beitrag über die Akzeptanz von Schutzmaßnahmen und das Vorsorgeverhalten (wie z. B. Impfbereitschaft) im Rahmen einer länderübergreifenden Längsschnittstudie. Mehr als 7.000 Personen in sieben europäischen Ländern wurden dazu regelmäßig in insgesamt 11 Befragungswellen online befragt. Die Ergebnisse der repräsentativen Studie (European COvid Survey [ECOS]) lieferte relevante Erkenntnisse für politische Entscheidungsträger.

## Lehre und Veranstaltungen
Das HCHE bietet verschiedene Lehrveranstaltungen und Programme für Studierende und Promovierende an. 
Lehrveranstaltungen durch HCHE-Mitglieder:
- Masterstudiengang Health Economics & Health Care Management
- Lehrveranstaltungen für Medizinstudierende sowie für Bachelor- und Masterstudierende insbesondere von betriebs- und volkswirtschaftlichen Studiengängen
- Ausbildung von Doktorandinnen und Doktoranden u. a. im Rahmen des Graduiertenkollegs (GRK) „Managerial and economic dimensions of health care quality“, einem von der Deutschen Forschungsgemeinschaft (DFG)  geförderten strukturierten Promotionsprogramm im Bereich der Gesundheitsökonomie

Für Wissenschaftler werden folgende Veranstaltungen angeboten:
- HCHE Zentrumstag: interner wissenschaftlicher Austausch aktueller Forschung
- HCHE Research Seminar: Vortragsreihe, bei der nationale und internationale Wissenschaftler aktuelle Forschungsergebnisse vorstellen
- Workshops, Brownbag Seminare
- Speziell für Doktoranden: PhD-Kurse und die zweijährliche Verleihung des HCHE Young Researcher Award

Insbesondere an Vertreter der Gesundheitsbranche richten sich die folgenden Aktivitäten:
- HCHE Research Results live: aktuelle Forschungsergebnisse in der Diskussion mit Experten aus der Praxis, etwa zu Themen wie Medikamentenmangel, DRG-System[9], KI im Gesundheitswesen, Pflege, Klima & Gesundheit[10], AMNOG[11], u. a.
- HCHE Research4Talents: Afterwork-Format, das sich an junge Akteure aus der Gesundheitsbranche richtet, um gesundheitsökonomische Forschungsergebnisse im interdisziplinären Dialog von der Wissenschaft in die Praxis zu transferieren